# Chonocephalus wirthorum
Chonocephalus wirthorum är en tvåvingeart som beskrevs av Ronald Henry Lambert Disney 1980. Chonocephalus wirthorum ingår i släktet Chonocephalus och familjen puckelflugor.
Artens utbredningsområde är Panama. Inga underarter finns listade i Catalogue of Life.